# Liste der Brauereien in Freising
Die Liste der Brauereien in Freising führt die existierenden und ehemaligen Brauereien im Gebiet der Stadt Freising auf.
Die beiden ältesten Brauereien sind wohl die Brauerei Weihenstephan und das seit 1620 bestehende Hofbrauhaus. Um 1800 bestand in Freising eine so große Anzahl an Brauereien, dass sogar ein Vertreter der Münchner Behörden, der nach der Säkularisation in Bayern einen Bericht über Freising verfasste, sich die Bemerkung „scheinen für Freising zu viel zu sein“ abnötigte.
Nach 1850 kam es zu einem drastischen Rückgang der Zahl der Brauereien. Bis 1915 stellte ein großer Teil der Brauereien ihren Betrieb ein. Nach dem Zweiten Weltkrieg gab es nur noch fünf Brauereien sowie die Forschungsbrauerei in Weihenstephan. Heute bestehen neben den beiden großen Brauereien Hofbrauhaus und Weihenstephan noch die Forschungsbrauerei.
Zur Produktion und Lagerung des Bieres wurde auch in Freising eine größere Anzahl Bierkeller angelegt. Diese Keller lagen überwiegend in den Hügeln um die Stadt herum. Vor allem die Brauereien auf der südlichen Seite der Hauptstraße hatten keine Möglichkeit dort Keller zu errichten, da das Gelände hier flach ist und in der Nähe der Moosach liegt. Keller wurden deshalb unter anderem in den Hügel unterhalb des ehemaligen Klosters St. Veit, am Lankesberg und entlang der Hangkante Richtung Neustift gebaut.

## Ansichten von Freisinger Brauereien

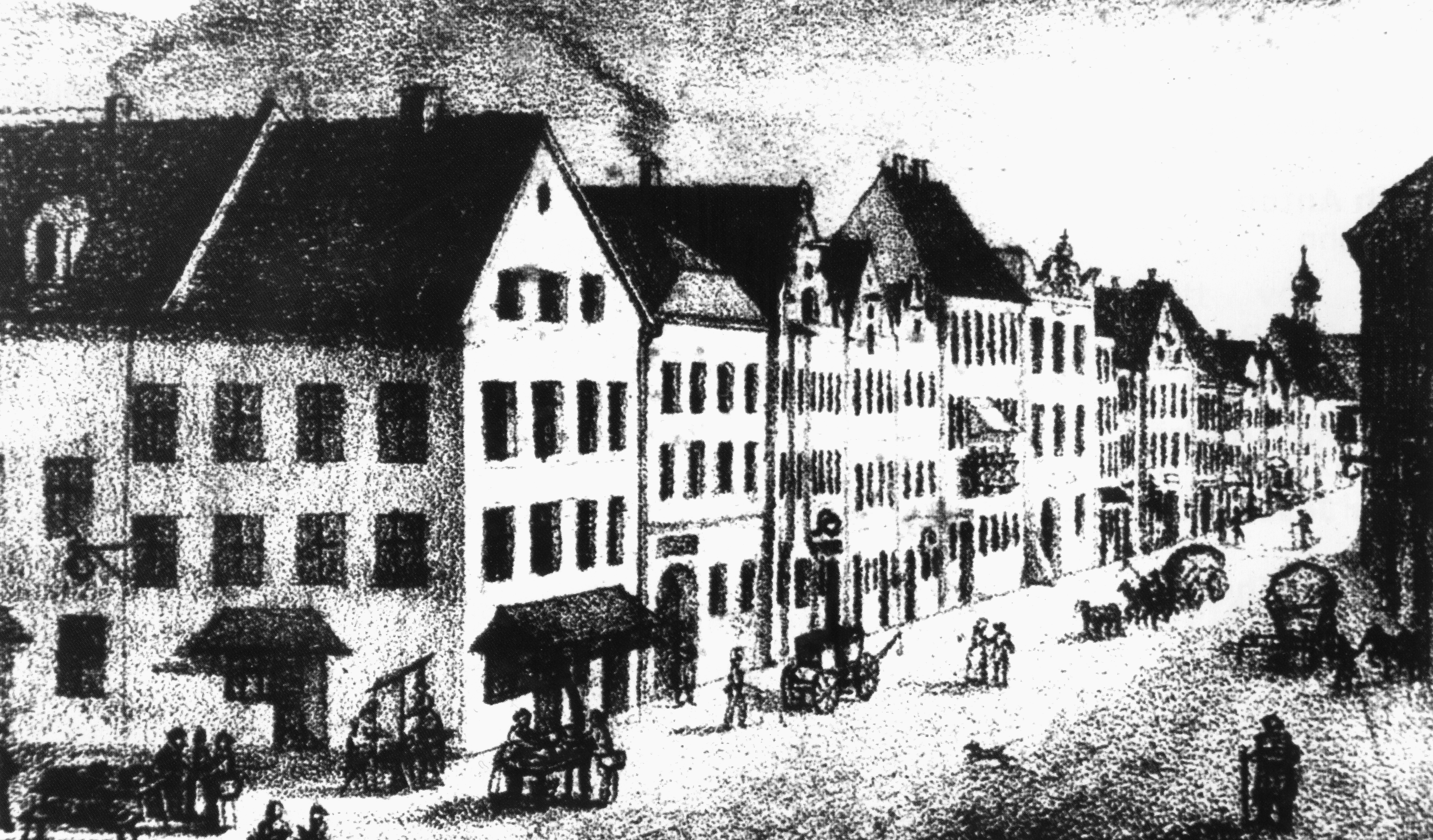
Untere Hauptstraße in Freising um 1835; 2. Haus: Kochbräu 3. Haus: Heiglbräu 4. Haus: Heiglbäcker 5. Haus: Weindlbräu; Heute befinden sich hier die Sperrerbank und das Hotel Bayerischer Hof
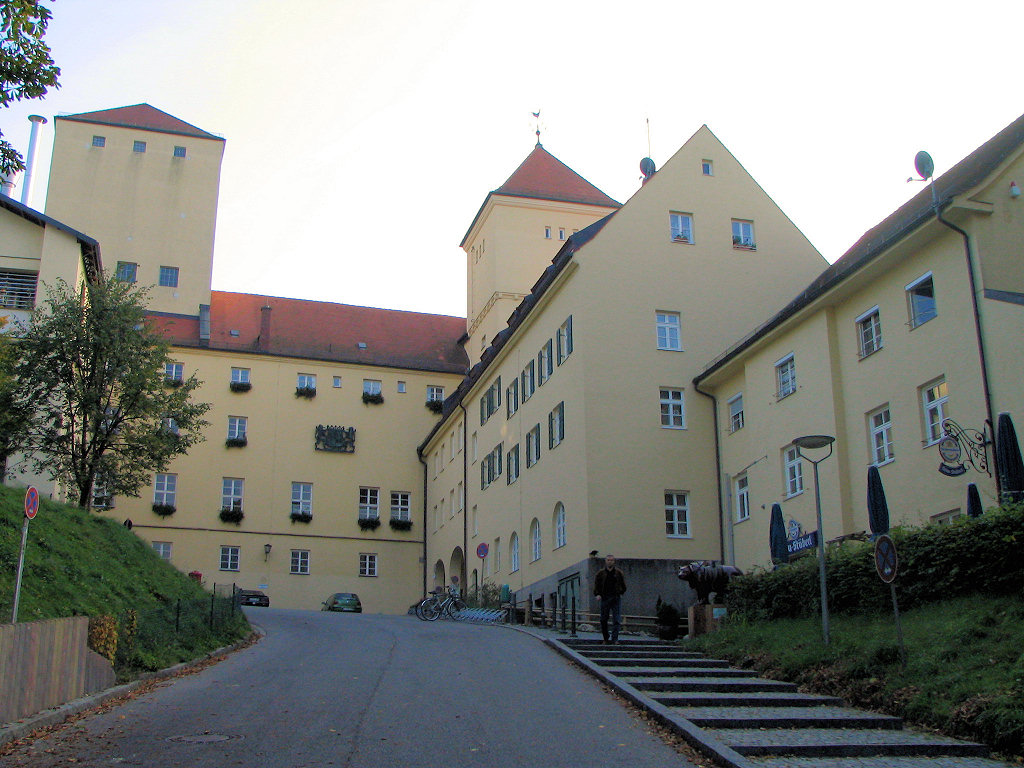
Bayerische Staatsbrauerei Weihenstephan
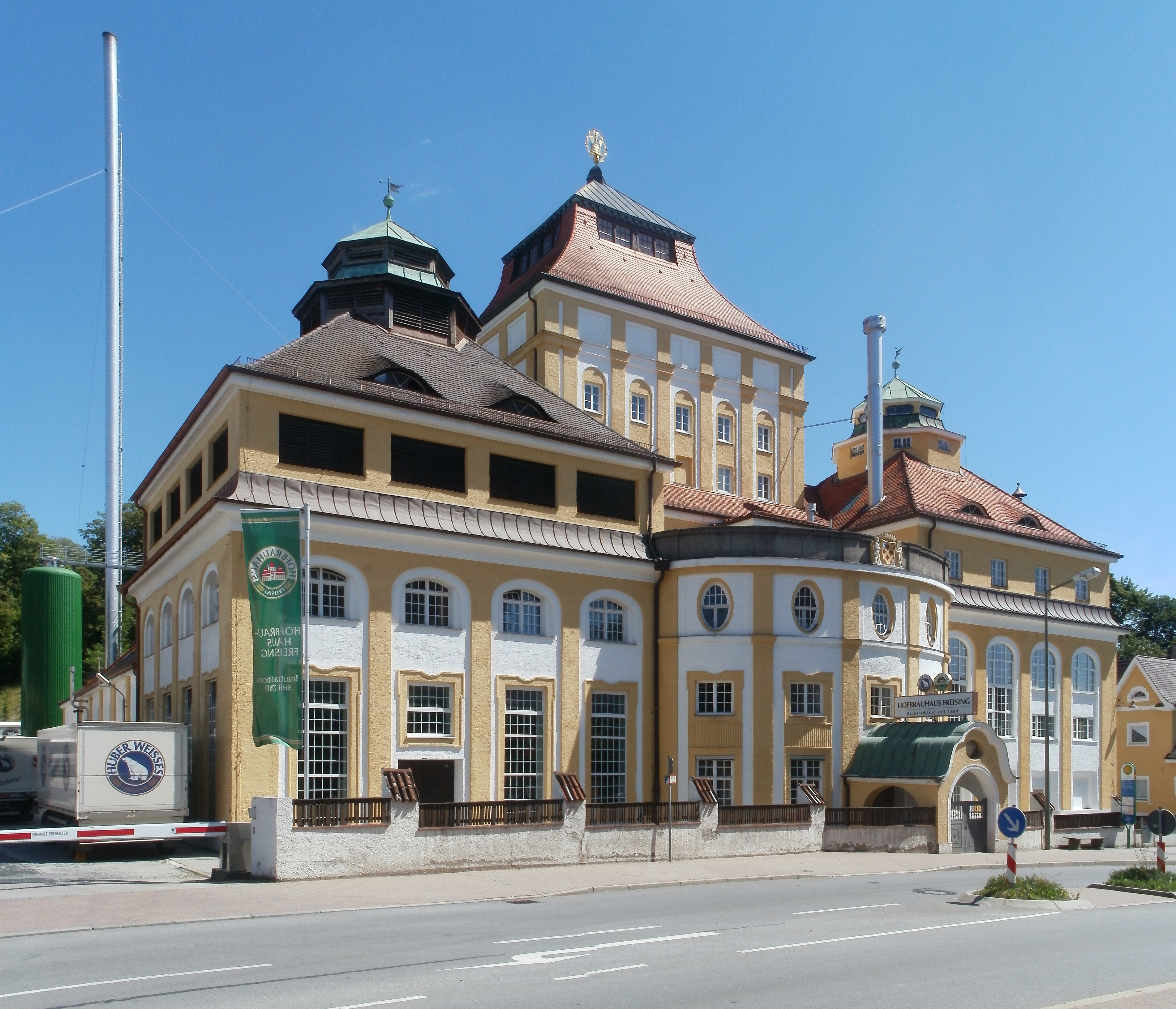
Gräflich von Moy’sches Hofbrauhaus

## Liste der Brauereien
| Brauerei                                                             | Produktionszeitraum           | Lage                         | Geschichtlicher Abriss |
| -------------------------------------------------------------------- | ----------------------------- | ---------------------------- | --- |
| Freisinger Aktienbrauerei Hofwebersche Brauerei                      | 1875–1913                     | Klebelstraße 4 ⊙             | Simon Hofweber (Gastwirt des Kochbräu s. u.) stellte 1874 den Antrag, am Gößweinkeller ein Wohnhaus zu bauen (die spätere Aktienschenke). Sein Sohn baute am gleichen Standort ab 1872 eine Brauerei, starb jedoch 1875 vor der Fertigstellung. Sein Bruder Josef kehrte aus der Schweiz nach Freising zurück und stellte den Bau fertig. Nach dem Tod eines Teilhabers geriet die Brauerei 1881 in finanzielle Schwierigkeiten. Um den Betrieb zu retten wurde die Brauerei in eine Aktiengesellschaft umgewandelt. Josef Hofweber ging zurück in die Schweiz und blieb dort im Brauereigeschäft tätig (Rugenbräu). Aufgrund notwendiger hoher Investitionen, die nicht mehr erbracht werden konnten, wurde die Brauerei an Sophie Gräfin v. Moy verkauft, die den Betrieb einstellte. Die Gastwirtschaft besteht nach wie vor. |
| Bertlbräu                                                            | vor 1511-um 1670              | Obere Hauptstraße 43 ⊙       | In einem Vertrag von 1511 ist Balthasar Neukirchner für dieses Grundstück als Bierbrauer genannt. Weitere Brauer waren danach Wolfgang Sedlmayr, Stephan Menzinger, Hans Koch, Wolf Humplmayr und Georg Wirschhauser. Von 1661 bis zur Mitte des 20. Jahrhunderts wurde es nur mehr als Ökonomiegebäude des Furtnerbräus genutzt, nicht mehr zum Bierbrauen. |
| Daurerbräu Zehetmaierbräu                                            | 1865–1895 1578–1864           | Obere Hauptstraße 24, 24a ⊙  | Der erste urkundlich fassbare Brauer auf diesem Grundstück hieß Werndl (nach 1513-nach 1529), Jung Werndl genannt. Es folgen bis um 1630 mehrere Brauer mit anderem Namen. Vor 1630 folgte dann der erste Bräu mit dem Namen Zehetmaier. Die Brauerei behielt diesen Namen bis zur Übernahme durch Joseph Daurer (1865), dessen Sohn Joseph jun. den Betrieb schließlich 1906 einstellte und das ganze Bräuanwesen an die Brauerei Seiderer & Eichner verkaufte. Die Dauererbräu-Gaststätte wurde im ganzen 20. Jahrhundert unter verschiedenen Pächtern weitergeführt. |
| Franziskaner Klosterbrauerei                                         | 1610–1803                     | Untere Hauptstraße 31 ⊙      | Das Franziskanerkloster Freising wurde 1610 gegründet und bestand bis zur Säkularisation 1803. |
| Furtnerbräu                                                          | 1513–1967                     | Obere Hauptstraße 42 ⊙       | In der ersten bekannten Erwähnung aus dem Steuerbuch von 1513 wird ein Bierbräu namens Linhart (Leonhard) erwähnt. Der bis heute bestehenden Hausnamen Furtnerbräu ist dem Brauer Kaspar Furtner zuzuschreiben, der 1611 die Tochter des Vorbesitzers heiratete. Dieser zählte bald zu den wohlhabendsten Bürgern der Stadt. Der Sohn des Bräus Balthasar Huber, der am 16. Mai 1677 geborene Ildephons Huber, war von 1707 bis 1749 44 Jahre lang Abt des Klosters Weihenstephan. 1833 erwarb Josef Braun aus Bernsdorf bei Kranzberg die Brauerei, die bis zur Einstellung des Braubetriebs im Besitz der Familie Braun blieb. Am 14. September 1886 brannte das Anwesen komplett ab und wurde durch den heute noch bestehenden Neubau ersetzt. Die Gastwirtschaft besteht mit Unterbrechungen bis heute weiter. |
| Gößweinbräu                                                          | 1572–1912                     | Untere Hauptstraße 34 ⊙      | Erster bekannter Brauer war 1572 Kaspar Geßwein. Einer der späteren Besitzer war Joseph Albin Parth, Bürgermeister von Freising und Abgeordneter im Landtag. Nach dessen Tod führte der Ehemann seiner Nichte Lampert Neumeir den Betrieb. Er verkaufte ihn 1852 an Michael Reiß, einen ehemaligen Klosterbraumeister in Weihenstephan. Dieser verkaufte es wiederum 1857 an Aloys von Arco-Stepperg. 1912 wurde der Braubetrieb eingestellt. Die Gastwirtschaft wurde unter dem Namen Gößweinbräu noch einige Jahre im benachbarten Schweinhammeranwesen fortgeführt. |
| Grindlerbräu                                                         | 1588                          | Untere Hauptstraße 50 ⊙      | 1588 ist hier ein Hans Grindler als Bierbrauer bekannt. |
| Hacklbräu                                                            | 1640–1962                     | General-von-Nagel-Straße 6 ⊙ | Die Brauerei ging um 1640 aus einer bestehenden Schänke hervor. Die Witwe des Besitzers heiratete später den Braumeister Paul Häckl, dessen Namen die Brauerei bis zuletzt trug. Zu den späteren Besitzern der Brauerei gehört auch Thomas Petuel (* 23. Oktober 1797; † 11. September 1847), der Rosina Sporrer, die Tochter des Vorbesitzers Wolfgang Sporrer heiratete. Nach dem Tod Thomas Petuels wechselte die Brauerei in kurzer Zeit mehrmals den Besitzer, bis sie 1877 in die Hände der Familie Dellel kam, die sie bis 1962 betrieb. Heute befindet sich dort die Altstadtgalerie. |
| Hagnbräu                                                             | 1572–1857                     | Untere Hauptstraße 45 ⊙      | Namensgeber der Brauerei war Hans Hagn, dessen Familie über drei Generationen (bis 1675) im Besitz der Brauerei blieb. Von 1818 bis 1827 war das Ehepaar Anton und Therese Wagner im Besitz der Brauerei. Nach dem Verkauf übernahmen diese den Augustiner-Bräu in München. Am 30. Januar 1838 brannte die Brauerei ab, wurde jedoch direkt im Anschluss vom Besitzer Benno Wach wieder neu errichtet. Letzter Brauer des Hagnbräu war Michael Urban (Bruder von Franz Urban, siehe Paulimayrbräu), der den Betrieb 1855 erwarb. Schon 1859 verkaufte er die Brauerei an Jakob Bergmeier weiter. Dieser stellte den Braubetrieb ein, führte aber die Gastwirtschaft weiter. |
| Hasiberbräu                                                          | 1536–1852                     | General-von-Nagel-Straße 4 ⊙ | Die älteste bekannte Erwähnung ist eine Konzessionsurkunde aus dem Jahr 1536. Als Besitzer sind dort Georg Loth und der namensgebende Sigmund Häsiber genannt. Letzter Bräu war Josef Mitterer, der die Brauerei 1850 kaufte und den Betrieb zwei Jahre später einstellte. Heute befindet sich dort die Altstadtgalerie. |
| Heiglbräu Sporrerbräu Brauerei Eichner & Seiderer Brauerei Emslander | 1536–1923                     | Untere Hauptstraße 3 ⊙       | Die erste Erwähnung der Brauerei stammt aus dem Jahr 1536, als ein Peter Stiglmayr Besitzer ist. Später gibt es als Besitzerin eine Witwe Haug und 1635 einen Simon Klaffenbacher, der die Witwe des Vorbesitzers Kaspar Seidler heiratete. Nach dem Tod Klaffenbachers heiratete Barbara Klaffenbacher ein weiteres Mal. Und dieser dritte Ehemann, Severin Heigl, wurde zum Namensgeber der Brauerei und der Gasse. Einer der späteren Besitzer der Brauerei war Franz Sporrer. Dieser kaufte 1834 die benachbarten Gebäude (Heiglbäckerei und Weindlbräu). Später ließ er alle drei Gebäude abreißen und errichtete dort einen Gasthof, das heutige Hotel Bayerischer Hof. Nach Franz Sporrer ist heute noch die westlich des Gebäudes verlaufende Gasse benannt. Sebastian Eichner und Georg Seiderer kauften im Laufe der Jahre mehrere Brauereien in Freising auf. Den Anfang machte der Kochbräu (1876). 1882 wurde zusätzlich das Braurecht des benachbarten Heiglbräu erworben. Die beiden Brauereien wurden zusammengelegt und modernisiert. 1891 wurde zusätzlich die Paulimayr-Brauerei ersteigert, die bis 1912 betrieben wurde. Am östlichen Stadtrand ⊙ war die Errichtung einer neuen Brauerei geplant. Die Pläne dazu wurden 1916 von Theodor Ganzenmüller angefertigt. Der Plan wurde jedoch nicht umgesetzt und es entstand 1920 lediglich eine Eisfabrik zur Kühlung der Keller. Nach dem Tod von Sebastian Eichner übernahm sein Schwiegersohn Michael Emslander 1922 die Brauerei, stellte den Betrieb jedoch schon ein Jahr später wieder ein. |
| Hofbrauhaus Freising Gräflich von Moy’sches Hofbrauhaus              | 1160–1803 seit 1812           | Mainburger Straße ⊙          | siehe Hauptartikel |
| Huber Weißbräu                                                       | 1884–1976                     | General-von-Nagel-Straße 5 ⊙ | Karl Stiegler gründete hier um 1860 eine Weißbierbrauerei. Nach dem Tod zweier Söhne verkaufte er die Brauerei in den 1890er Jahren an die Familie Grätsch, die sie 1897 an Xaver Huber verkaufte, dessen Nachfahren die Brauerei weiter betrieben. Durch die Absatzsteigerungen in den 60er Jahren wäre der Ausbau der Brauerei nötig gewesen, der aber am Platzmangel vor Ort scheiterte. Man ging eine Partnerschaft mit dem Hofbrauhaus Freising ein, das die Abfüllung in Flaschen übernahm. Da später auch das Sudhaus ausgebaut werden hätte müssen, wurde die Produktion 1976 ganz durch das Hofbrauhaus übernommen. Das Gasthaus besteht nach wie vor, das Gebäude wurde 1998/99 durch einen ähnlich gestalteten Neubau ersetzt. |
| Hummelbräu                                                           | 1513–1854                     | Untere Hauptstraße 24 ⊙      | Erstmals erwähnt wird der Hummelbräu im ältesten Häuserverzeichnis der Stadt von 1513. Brauer war zu diesem Zeitpunkt Hans Mayer. 1657 wird in den Kirchenbücher Jakob Hummel als Inhaber genannt, dessen Namen die Brauerei fortan trägt. Letzter Brauer des Hummelbräu war Max Lipp, der die Brauerei 1849 kaufte. Schon 1853 stellte er den Betrieb ein. Bis 1935 bestand noch die Hummelwirtschaft. |
| Jungbräu                                                             | 1602–1860                     | Untere Hauptstraße 10 ⊙      | Die Herkunft des Namens der Brauerei ist nicht bekannt. 1602 wurde der damalige Bräu Georg Radauner zu einer Strafe von 100 Thalern verurteilt, da er das Bier streckte und mehr verkaufte als ihm erlaubt war. Dies ist die erste bekannte Erwähnung dieser Brauerei. Der letzte Brauer war Johann Groll, der die Brauerei 1859 kaufte. Er tauschte aber schon ein Jahr später sein Eigentum mit dem Händler Karl Selmair. Da dieser kein Brauer war, endete damit die Geschichte der Brauerei. Der Jungbräu wurde bis 1973 als Gastwirtschaft weitergeführt und dann durch einen Neubau ersetzt. |
| Kochbräu                                                             | 1518–1856                     | Untere Hauptstraße 1 ⊙       | Erstmals wird die Brauerei 1518 in einer Steuerberechnung erwähnt. Die Witwe des Brauers Joseph Sauer verkaufte die Brauerei 1856 an Clara und Simon Hofweber. Mit der Eröffnung der eigenen Brauerei (siehe Hofwebersche Brauerei) wurde der Kochbräu 1876 an Sebastian Eichner und Georg Seiderer verkauft (siehe Brauerei Eichner & Seiderer) und bis 1922 weiterbetrieben. Das Gebäude existiert heute nicht mehr. Es wurde für den Bau des Geschäftsgebäudes des Bankhauses Ludwig Sperrer, das 1973 bezogen wurde, abgerissen. |
| Laubenbräu Duschlbräu                                                | 1513–1827 1828–1906           | Marienplatz 3 ⊙              | Erstmals erwähnt wird der Laubenbräu im ältesten Häuserverzeichnis der Stadt von 1513. Brauer war zu diesem Zeitpunkt Hans Haug. 1595 wird in der Steuer- und Grundbeschreibung Katharina Lerchlin als „Bräuin auf der Lauben“ aufgeführt. Der Name Laubenbräu blieb bis zur Übernahme der Brauerei durch Josef Duschl 1828. Dieser heiratete die Tochter des Vorbesitzers Josef Heim. Nach seinem Tod 1868 führte sein Sohn Josef die Brauerei weiter. 1894 wurde das Gebäude am Marienplatz abgerissen und durch einen Neubau ersetzt. Der Brauereibetrieb wurde 1906 eingestellt. Nach dem Tod von Josef Duschl 1912 verkaufte seine Witwe den Gasthof an die Gräfin von Moy, die ihn aber schon 1926 an Michael Englsperger weiterverkaufte. Das Gebäude besteht nach wie vor und wurde 2014/15 umfangreich renoviert. |
| Paulimayrbräu Urbanbräu Colosseums-Brauerei                          | 1578–1845 1846–1891 1892–1912 | Untere Hauptstraße 14 ⊙      | Die erste bekannte Quelle für eine Brauerei an dieser Stelle ist ein Schriftstück über einen Rechtsstreit an dem der Brauer Hanns Mair beteiligt war. Der Name Paulimayrbräu geht auf den Brauer Paulus Mayr zurück, der 1639 das Freisinger Bürgerrecht erhielt. Franz Krügelsteiner errichtete ab 1825 einen Neubau. 1846 übergab Joseph Greis die Brauerei an seinen Stiefsohn Xaver Urban. Damit einher bekam die Brauerei den Namen Urbanbräu. 1860 stürzte während eines Balles ein Teil des Tanzsaales ein. Eine Frau kam dabei ums Leben. Die Brauerei blieb im Besitz der Familie Urban bis Michael Urban den Betrieb 1892 versteigern musste. Neuer Eigner war die Brauerei Seiderer & Eichner, die sie unter dem Namen Colosseums-Brauerei weiterführte. 1912 wurde der Braubetrieb eingestellt. Die Gastwirtschaft und der Coloseumssaal wurden weiterbetrieben. 1970 wurde das gesamte, bis zur Fischergasse reichende Anwesen abgerissen und durch einen Kaufhausneubau ersetzt |
| Prämonstratenser Klosterbrauerei Neustift                            | 1295–1803                     | Neustift ⊙                   | In einem Urbar des Prämonstratenserklosters Neustift wird 1295 eine Holzlieferung zum Bierbrauen erwähnt. Gebraut wurde bis zur Auflösung des Klosters im Zuge der Säkularisation in Bayern. |
| Schweinhammerbräu                                                    | 1637–1915                     | Untere Hauptstraße 36 ⊙      | Erstmals erwähnt wird die Brauerei als Schönpuchersche Pierpräu Behausung. 1659 ist sie im Besitz des namensgebenden Balth. Schweinhammer. 1794 brennt die Brauerei ab, wird jedoch durch den Besitzer Anton Ekl wieder aufgebaut. 1915 verkaufte die Witwe des letzten Brauers Franz Xaver Schwaiger die Brauerei an den Grafen Moy, der den Betrieb einstellte. |
| Bayerische Staatsbrauerei Weihenstephan                              | unbekannt.                    | Weihenstephan ⊙              | siehe Hauptartikel |
| Sternbräu                                                            | 1862–1910                     | Fürstendamm ⊙                | Zwischen 1862 und 1910 betrieb Johann Herb am Fürstendamm eine Weißbierbrauerei. |
| Stieglbräu                                                           | 1513–1851                     | Obere Hauptstraße 54 ⊙       | Erstmals wird 1513 ein Präu auf dem Stiegl erwähnt. Der Namen rührt daher, dass man zum Betreten der Gaststube eine Treppe von der damals tiefer liegenden Straße hinaufsteigen musste. Erster namentlich bekannter Bräu war 1585 Georg Häsiber. Am 20. Februar 1850 brannte die Brauerei bis auf die Grundmauern nieder. Der Besitzer Eustachius Gerbl ließ den Betrieb zwar wieder aufbauen, übernahm sich dabei aber finanziell. Die Brauerei wurde versteigert und der Brauereibetrieb 1851 eingestellt. Der neue Inhaber, der Ziegeleibesitzer Leonhard Steinecker, baute einen Saal, der 1963 zu einem Kino umgebaut wurde, welches bis 2013 bestand. Die Gastwirtschaft besteht nach wie vor. Die benachbarte Gasse wurde nach der Brauerei benannt. |
| Forschungsbrauerei Weihenstephan                                     | seit 1905                     | Weihenstephan ⊙              | Die Forschungsbrauerei Weihenstephan ist Teil des Lehrstuhls für Brau- und Getränketechnologie am Wissenschaftszentrum Weihenstephan der Technischen Universität München und dient der Ausbildung und Forschung. |
| Weindlbräu                                                           | 1676–1834                     | Untere Hauptstraße 3 ⊙       | Erste nachzuweisender Besitzer und Namensgeber war laut einer Steuerbeschreibung von 1676 die Familie Weindl. Letzter Besitzer der Brauerei war Franz Sporrer, der Besitzer des benachbarten Heiglbräu. Dieser kaufte 1834 das Gebäude des Weindlbräu und die zwischen Heiglbräu und Weindlbräu liegende Heiglbäckerei. Später ließ er alle drei Gebäude abreißen und errichtete dort einen Gasthof, das heutige Hotel Bayerischer Hof. |
| Wenkhbräu Franzlbräu                                                 | 1595–1611 1611–1660           | Obere Hauptstraße 40 ⊙       | 1595 wird in der Steuerrechnung ein Hans Wenkh als Brauer genannt. Dieser verkaufte die Brauerei 1611. Später ist ein Johann Franz als Brauer in den Kirchenbüchern von St. Veit verzeichnet. |
| Ziegelbräu                                                           | 1450–1859                     | Ziegelgasse 7 ⊙              | Die Brauerei wurde 1450 erstmals als „Präu in der Ziegelgasse“ erwähnt. Erster namentlich bekannter Besitzer war Wolfgang Haug 1513. Letzter Betreiber war Sebastian Reuel, der die Brauerei von seiner Mutter erbte. 1851 verkaufte er den Keller an der Vöttinger Straße 11 an den Hacklbräu. Im April 1859 wurden die Gebäude der Brauerei verkauft und nur noch als Wirtschaft weitergenutzt. |